# Abel Ximenes
Abel da Costa Freitas Ximenes (Kampfname Abel Larisina oder Abel Lari Sina, * 30. April 1950 in Atelari, Portugiesisch-Timor) ist ein osttimoresischer Freiheitskämpfer und Politiker. Ximenes ist Mitglied der Partei Frenti-Mudança (FM).

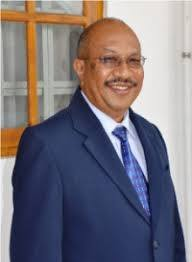
Abel Ximenes

## Familie
Ximenes war der jüngere von zwei Söhnen seiner Eltern. Abel Ximenes ist verheiratet, das Paar hat drei Söhne und eine Tochter.

## Werdegang
Ximenes gehört zu den Gründern der FRETILIN von 1974 und war Mitglied des Zentralkomitees. Im Freiheitskampf gegen die indonesischen Invasoren war er als politischer Kommissar zusammen mit seinem Adjutanten Xanana Gusmão für die Versorgung der Flüchtlinge in der Widerstandsbasis der FALINTIL (base de apoio) am Matebian zuständig. Mitte des Jahres verschlechterte sich die Lage durch die Ankunft weiterer Flüchtlinge und 1978 wurde die Basis nach zweiwöchigen Bombardement von den Indonesiern am 22. November überrannt. Apäter wurde Ximenes Beamter in der indonesischen Verwaltung.
Im unabhängigen Osttimor wurde Ximenes am 6. März 2003 Vizeminister für Entwicklung und Umwelt unter Premierminister Marí Alkatiri, ab dem 26. Juli 2005 Minister für Entwicklung. Als Alkatiri aufgrund der Unruhen in Osttimor 2006 zurücktreten musste, verlor am 26. Juni 2006 auch Ximenes sein Ministeramt. Er gehörte nun zur FRETILIN Mudança, einer innerparteilichen Reformbewegung, die sich erfolglos gegen Alkatiri und Parteichef Francisco Guterres richtete. 2011 kam es zur Abspaltung als Frenti-Mudança.
Ab 14. August 2009 war Ximenes Kommissar in der neugegründeten Comissão da Função Pública (CFP, deutsch Kommission des öffentlichen Dienstes). Von diesem Amt trat er im Februar 2012 zurück, um sich den Präsidentschaftswahlen in Osttimor 2012 widmen zu können. Hier trat für die Frenti-Mudança José Luís Guterres an. Nachfolger Ximenes als Kommissar wurde Abel dos Santos Fátima.
Am 8. August 2012 wurde die zweite Regierung von Premierminister Xanana Gusmão vereidigt, dem ehemaligen Adjutanten von Ximenes im Kampf um den Matebian. Die FM war seit 2007 Teil der Regierungskoalition und Ximenes wurde nun Vizeminister für Handel, Industrie und Umwelt.
Im Februar 2015 trat Gusmão zurück, mit der Begründung einen Generationenwechsel einleiten zu wollen. In die neue Regierung wurde die Oppositionspartei FRETILIN mit einbezogen, aus der auch der neue Premierminister Rui Maria de Araújo kommt. Das neue Kabinett wurde stark verkleinert und Ximenes am 16. Februar Vizeminister für den Bereich „Bildung II“. Mit Antritt der VII. Regierung am 15. September 2017 endete seine Amtszeit im Kabinett. Die FM war nach den Parlamentswahlen in Osttimor 2017 nicht mehr im Parlament vertreten.